# Sigrid Hunke
Sigrid Hunke (Kiel, 26 de abril de 1913 - Hamburgo, 15 de junio de 1999) fue una historiadora de religiones y escritora alemana. Trabajó en el misticismo nazi y se granjeó cierto reconocimiento por sus obras sobre la civilización islámica y el neopaganismo.
Estudió psicología y filosofía y militó en la Nationalsozialistischer Deutscher Studentenbund (NSDS) antes de inscribirse en el  Partido nacionalsocialista (NSDAP) en 1937 y trabajó para la SS de Heinrich Himmler en la Germanización de Europa. Su trabajo consistía en investigar la psicología racial. Colaboró en las búsquedas de Ahnenerbe y publicó escritos en la revista Germanien. En 1941, se doctoró en filosofía en la Universidad de Berlín con la supervisión del islamólogo Ludwig Ferdinand Clauss, uno de los promotores de las teorías raciales que adoptó Adolf Hitler.
En 1942, se casó con el diplomático H. Schulze y vivieron en Tánger hasta 1944.
En los años 1950, se volvió ideóloga del unitarismo universalista y asumió de 1971 a 1983 la vicepresidencia de esta comunidad en Alemania.
Sigrid Hunke también es conocida por valorar la influencia musulmana en los valores occidentales.

## Obra
- Schulungsbrief „Rassenseelenkunde“, 1935
- Herkunft und Wirkung fremder Vorbilder auf den deutschen Menschen, 1941
- Am Anfang waren Mann und Frau : Vorbilder und Wandlungen der Geschlechterbeziehungen, 1955
- Allahs Sonne über dem Abendland – Unser arabisches Erbe, 1960
- Das Reich ist tot – es lebe Europa. Eine europäische Ethik , 1965
- Europas andere Religion : Die Überwindung der religiösen Krise, 1969
- Das Ende des Zwiespalts : Zur Diagnose und Therapie einer kranken Gesellschaft, 1971
- Das nach-kommunistische Manifest : Der dialektische Unitarismus als Alternative, 1974
- Kamele auf dem Kaisermantel : Deutsch-arabische Begegnungen seit Karl dem Großen, 1976
- Glauben und Wissen : Die Einheit europäischer Religion und Naturwissenschaft, 1979
- Europas eigene Religion : Der Glaube der Ketzer, 1983
- Tod – was ist dein Sinn?, 1986
- Vom Untergang des Abendlandes zum Aufgang Europas : Bewusstseinswandel und Zukunftsperspektiven, 1989
- Allah ist ganz anders : Enthüllung von 1001 Vorurteilen über die Araber, 1990